# Veaux d'or
Pour les articles homonymes, voir Veau d'or (homonymie).
Les Veaux d'or (en néerlandais : Gouden Kalf) sont des récompenses cinématographiques attribuées chaque année depuis 1981 par le Festival du cinéma néerlandais  aux meilleurs films, réalisateurs, scénaristes, etc. des Pays-Bas. La cérémonie se déroule chaque année à Utrecht.
Ces prix sont l'équivalent néerlandais des Césars français et des Magritte belges.

## Liste des récompenses

### Cinéma
- Veau d'or du prix culturel
- Veau d'or du meilleur film
- Veau d'or du meilleur réalisateur
- Veau d'or du meilleur scénario
- Veau d'or de la meilleure actrice (jusqu'en 2020)
- Veau d'or du meilleur acteur (jusqu'en 2020)
- Veau d'or du meilleur rôle principal (à partir de 2021)
- Veau d'or du meilleur second rôle féminin
- Veau d'or du meilleur second rôle masculin
- Veau d'or du meilleur court métrage
- Veau d'or du meilleur documentaire
- Veau d'or du meilleur court métrage documentaire
- Veau d'or de la meilleure photographie
- Veau d'or du meilleur montage
- Veau d'or de la meilleure musique
- Veau d'or des meilleurs décors
- Veau d'or du meilleur son

### Télévision
- Veau d'or du meilleur drame télévisuel
- Veau d'or du meilleur acteur dans un drame télévisuel
- Veau d'or de la meilleure actrice dans un drame télévisuel